# Alvarväglöpare
Alvarväglöpare (Ophonus rupicola), tidigare kallad östlig väglöpare, är en skalbaggsart som först beskrevs av Jacob Sturm 1818. Den ingår i släktet Ophonus, och familjen jordlöpare.

## Utbredning
Arten i Mellaneuropa och södra delarna av Nordeuropa från England och Wales i väster, över Mellaneuropa norrut till södra delarna av Norden och österut till europeiska Ryssland och norra Balkan, med enstaka fynd i nordvästra Anatolien.
Arten är livskraftig (LC) i Sverige, där den förekommer i Mälarlandskapen, på Öland och Gotland. I Finland saknas arten.